# Affaire de Clichy
L'affaire de Clichy est un événement important de l'histoire de l'anarchisme et de l'histoire de France qui s'est déroulé le 1er mai 1891 à Clichy, lorsque des anarchistes sont victimes de violences policières. L'affaire est l'une des principales causes de l'Ère des attentats (1892-1894). Avec le massacre de Fourmies, le même jour, il s'agit d'un des événements de cette période où la tension sociale atteint son paroxysme.
Alors que les anarchistes subissent une répression croissante dans la décennie précédente, ils rejoignent les premières fêtes des travailleurs, et tandis qu'une vingtaine d'entre eux manifeste pacifiquement entre Levallois-Perret et Clichy, précédés par un drapeau rouge que porte l'une d'entre eux, la police tente de s'emparer du drapeau, considéré comme un « emblème séditieux » et une bagarre s'ensuit, ainsi qu'une fusillade — alors que la police tire sur les manifestants qui essaient de fuir. Trois d'entre eux, Henri Decamps, Charles Dardare et Louis Léveillé sont arrêtés et, emmenés au commissariat, violemment battus par la police ; un des policiers essaie même de tuer Dardare.
Lors de leur procès, en août 1891, le procureur réclame la peine de mort pour les trois — et deux d'entre eux reçoivent des peines très lourdes de cinq et trois ans de prison, sans que la police ne soit inquiétée.
L'affaire provoque l'indignation d'une partie de la société française et choque profondément les anarchistes, dont un certain nombre en vient à soutenir les méthodes de propagande par le fait ou de terrorisme, pour se venger des responsables de leur répression. Quelques mois après la condamnation des trois militants, Ravachol, Soubère, Jas-Béala et Simon effectuent l'attentat du Boulevard-Saint Germain, visant le juge en charge du procès.

## Histoire

### Contexte

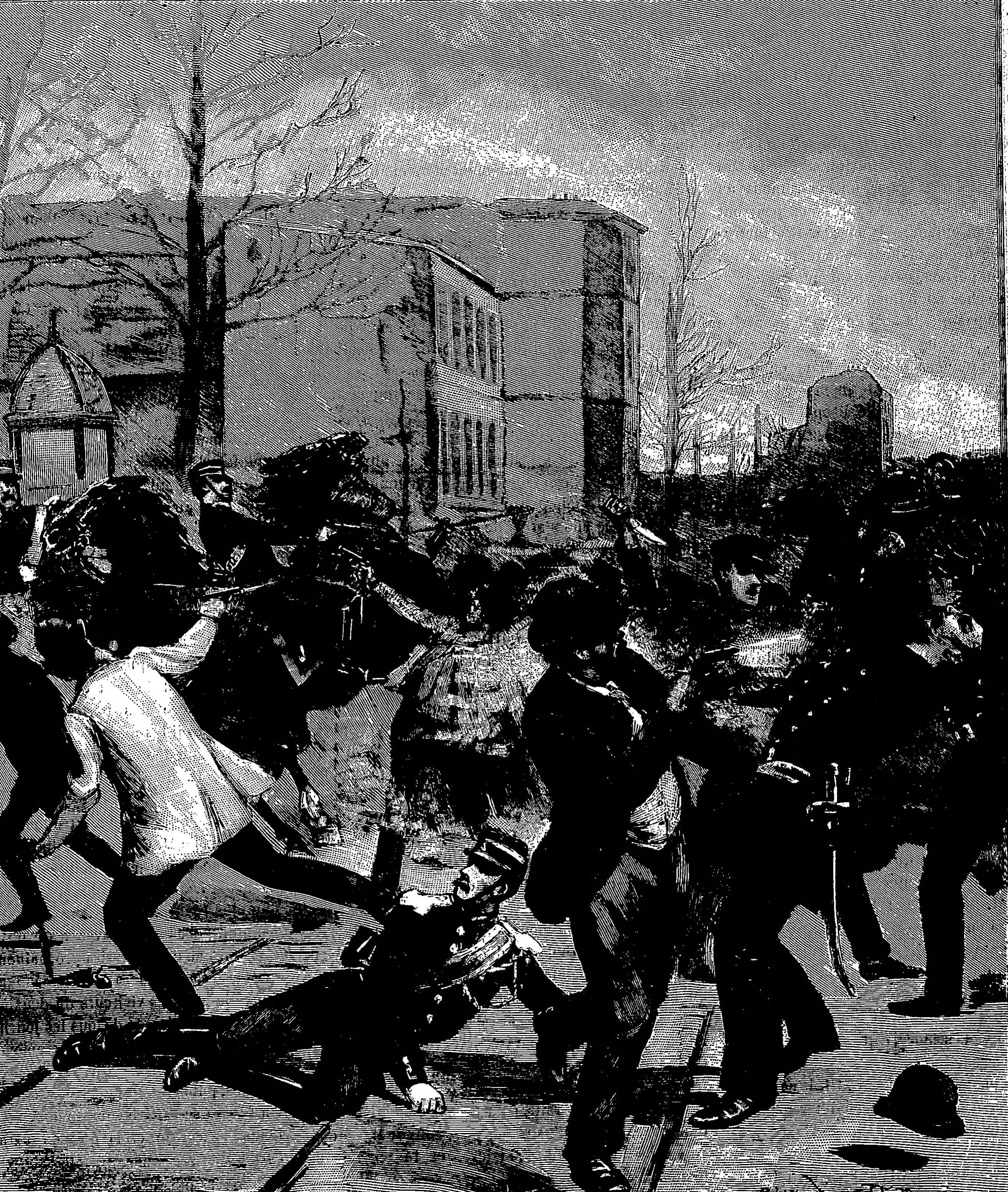
Affaire de Clichy dans L'Univers illustré (9 mai 1891)

Au XIXe siècle, l'anarchisme naît et se constitue en Europe avant de se propager. Les anarchistes défendent la lutte contre toutes formes de domination perçues comme injustes, parmi lesquelles on trouve la domination économique, avec le développement du capitalisme. Ils sont particulièrement opposés à l'État, vu comme l'institution permettant d'entériner un bon nombre de ces dominations au travers de sa police, son armée et sa propagande.
À la suite de la répression de la Commune de Paris (1871), le mouvement anarchiste en cours de constitution se construit dans une période de forte répression étatique le visant. Pendant les années 1880, les anarchistes sont soumis à une répression étatique très importante avec un renforcement de la surveillance les visant, des peines plus dures, l'interdiction de leur presse et de nombreux procès les visant.
En parallèle à ces développements, les anarchistes se posent la question de la participation - ou non - aux manifestations du 1er mai, impulsées par les politiciens de la IIe Internationale mais étant tout de même un hommage aux anarchistes du massacre de Haymarket Square (1886) et étant perçues comme un moyen de s'intégrer à des manifestations pouvant mener à la Révolution. Pour la plupart d'entre eux, l'occasion est vue avec enthousiasme au départ, dans ce début des années 1890. Malgré les préparatifs que peuvent faire certains anarchistes, la police est au courant de ces plans et met en place une série de contre mesures - ce qui les dissuade d'agir dans de nombreux cas.

### L'affaire de Clichy

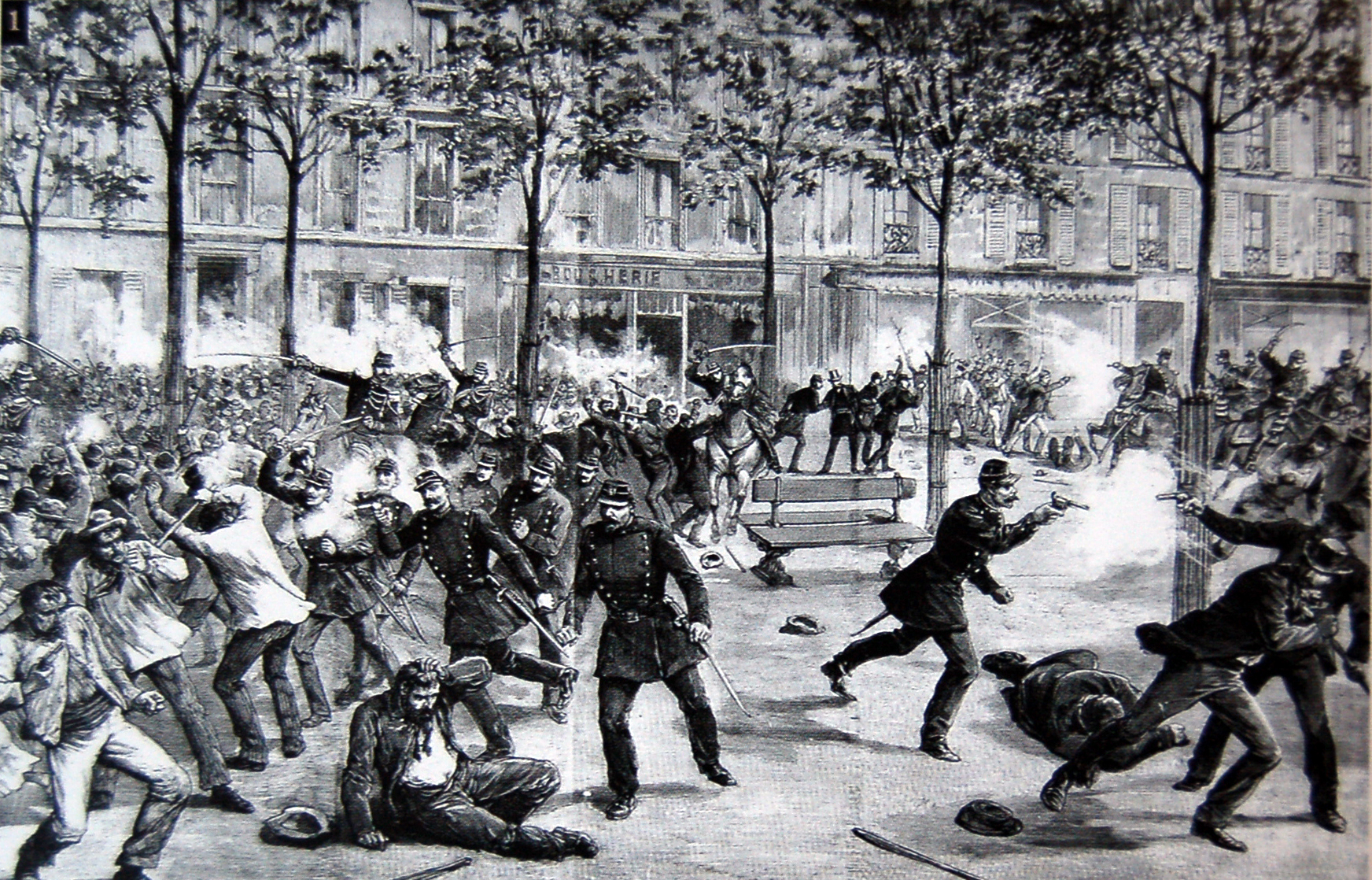
Affaire de Clichy

Le 1er mai 1891 vers quatorze heures, alors que l'armée massacre des grévistes à Fourmies, un groupe d'une vingtaine de compagnons anarchistes se réunit place de la République à Levallois-Perret, pour manifester pacifiquement et se diriger vers Clichy. Le groupe se met en marche, dirigé par une anarchiste qui porte un drapeau rouge en tête de cortège.
Le commissaire de police de Levallois-Perret reçoit la nouvelle de cette manifestation sur sa circonscription. Il décide alors de leur donner la chasse et de les rattraper, eux et leurs « emblèmes séditieux ». Trois policiers, Dufoulon, Magnier et Vernier, prennent une voiture pour rejoindre les manifestants le plus vite possible tandis que le commissaire et son secrétaire essaient de les rattraper à pieds. Selon le chef de la Sûreté de l'époque, Marie-François Goron, le commissaire de Clichy aurait été mis au courant du fait que les manifestants viennent d'entrer sur sa circonscription depuis celle de Levallois-Perret — on lui aurait dit que les anarchistes ont roulé le drapeau et qu'ils se retirent chez un marchand de vins — et il aurait décidé de ne pas intervenir sur les conseils de son adjoint, qui lui déclare que le drapeau — de surcroît roulé — ne constitue pas un danger à l'ordre public.
Cependant, le commissaire de Levallois-Perret et ses policiers sont toujours en route. Ils pénètrent sur la circonscription de Clichy et entrent chez le marchand de vins en essayant de s'emparer du drapeau de force. La suite des événements est trouble, mais des coups de feu sont tirés à l'intérieur, ce qui pousse tout le monde vers l'extérieur, où une bagarre se déclare entre policiers et anarchistes ; deux policiers sont blessés par balle alors qu'en même temps, des gendarmes à cheval accourent et commencent à faire feu sur les manifestants, qui essaient de s'enfuir en courant alors qu'on leur tire dessus. L'un des anarchistes qui aurait tiré sur la police est Philogone Segard, qui parvient à fuir la police avec Désiré Pauwels, et rejoindre Londres avec Désiré Pauwels, où les deux résident un temps avec Louise Michel.
Trois anarchistes restent sur place ; Henri Decamps, Charles Dardare et Louis Léveillé. Les trois se débattent mais sont rapidement arrêtés et emmenés au poste de police.
Là, sous le contrôle des policiers, les trois sont battus très violemment par la police. Decamps, qui a déjà l'oreille fendue par la bagarre, a la tempe ouverte et le visage lacéré de coups, Léveillé qui est blessé par balle à la cuisse est laissé sans soins pendant plusieurs jours et Dardare manque de se faire tuer par le sabre de Dufoulon, qui essaie de le tuer et ne peut le faire car d'autres policiers le retiennent de force.

### Suites judiciaires

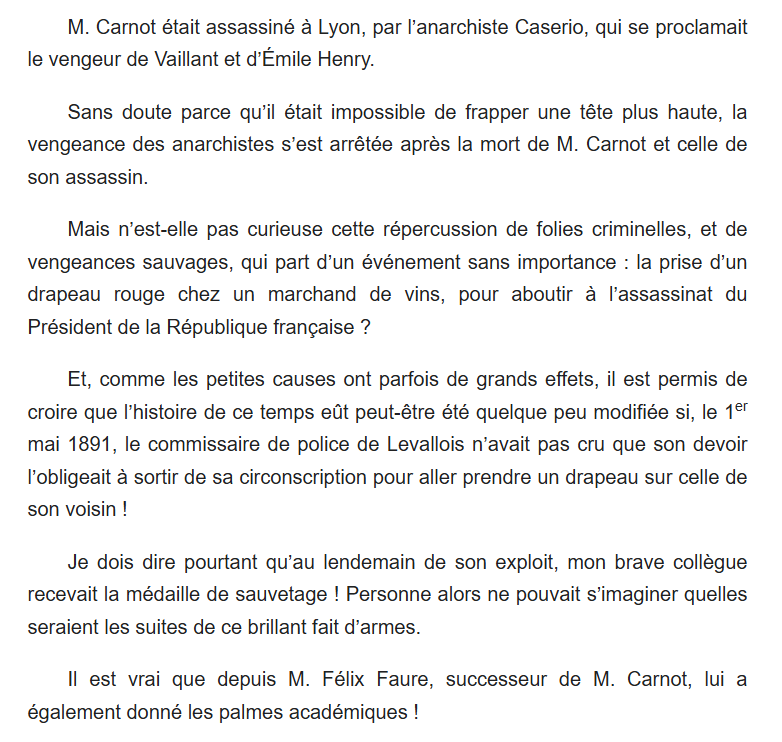
Partie des critiques de Goron envers son collègue, le commissaire de Levallois-Perret, responsable de l'affaire de Clichy

Le 28 août 1891, les trois anarchistes sont traduits devant la justice. Le procureur Bulot demande la peine de mort ; ceux-ci se défendent en approuvant le fait qu'ils sont bien anarchistes mais en soutenant que dans la situation où ils se trouvaient, ils ne faisaient que défendre leur vie. Ils se plaignent des violences policières qu'ils ont subies, sans succès — parviennent à faire témoigner le commissaire de Levallois-Perret, qui admet que ses policiers ont battu les accusés, et Goron, qui déclare n'avoir pas vu l'affaire mais avoir bien constaté que des heures après leur arrestation, lorsqu'il arrive sur place, ils ont été battus lourdement et laissés sans soins,. Léveillé déclare :
Je ne chercherai pas à provoquer votre indignation par le récit des traitements qui nous ont été infligés. Qu’il vous suffise de savoir, Messieurs, que la cuisse traversée par une balle, lorsque dévoré par la fièvre et en proie à de cruelles souffrances, je demandais de l’eau, on me répondait par des coups de botte et de crosse de revolver. Qu’il vous suffise de vous rappeler que cette douloureuse agonie a duré six fois 24 jours et que je suis resté sans soins jusqu’au 20 mai, c’est-à-dire pendant 20 jours. Cependant, Messieurs, en temps de guerre, alors que les intérêts les plus féroces ont libre cours, il est de règle absolue que les blessés tombés aux mains de l’ennemi soient soignés et les prisonniers respectés. Mais, pour des hommes de police, nous sommes plus que des ennemis, parce que nous sommes des révolutionnaires, des anarchistes.
Le juge, Edmond Benoît, fait peu cas de ces arguments et témoignages et les condamne à de lourdes peines : tandis que Léveillé est acquitté, Dardare écope de trois ans de prison et Decamps de cinq. 

## Postérité

### Vengeance anarchiste et catalyseur de l'Ère des attentats (1892-1894)

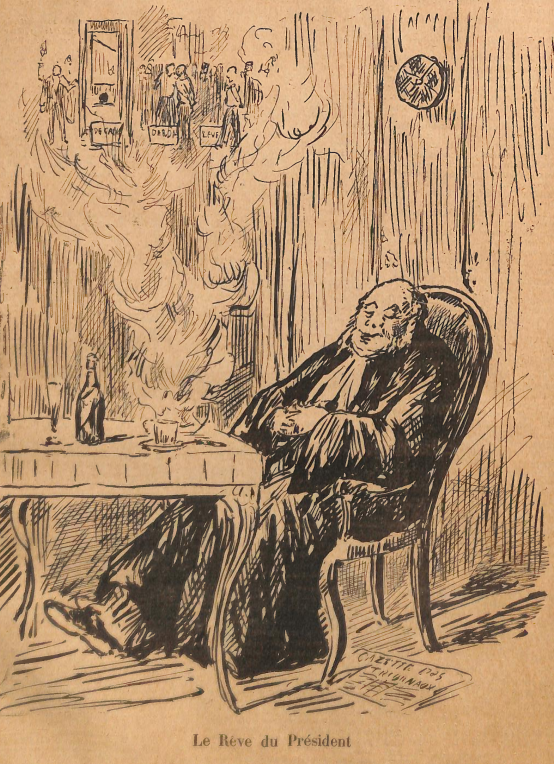
Caricature d'Edmond Benoît dans Le Père Peinard (6 septembre 1891)

L'affaire de Clichy provoque l'indignation d'une partie de la société française ; mais les anarchistes sont les plus particulièrement impactés,. L'événement, la police venant prendre le drapeau d'une manifestation pacifique de force, le fait que les arrêtés soient battus et le traitement dur de l'affaire par la justice provoque une onde de choc chez les anarchistes en France,.
Pendant cette période, les anarchistes sont en effet impliqués dans des actes de propagande par le fait — une stratégie visant à transmettre des idées par l'action au lieu du discours — et qui se manifeste, entre autres, dans des actions de nature terroriste, en particulier les assassinats de personnalités politiques ou les attentats à la bombe ciblant des symboles. L'affaire de Clichy achève de convaincre un certain nombre d'anarchistes que la vengeance ciblant les responsables de leur répression serait légitime,.
Ainsi, Ravachol, un militant anarchiste stéphanois en fuite se trouvant à Paris y rencontre l'épouse de Henri Decamps. Ce contact le convainc de chercher à viser les magistrats responsables du procès, Edmond Benoît et Léon Bulot. Le 11 mars 1892, Ravachol et d'autres complices, comme Rosalie Soubère, Joseph Jas-Béala ou Charles Simon effectuent l'attentat du Boulevard Saint-Germain, l'un des premiers attentats de la période que l'opinion publique appelle l'Ère des attentats (1892-1894), deux années où de nombreux attentats anarchistes prennent place en France.